# 東北ずん子
東北 ずん子（とうほく ずんこ）は、SSS合同会社による、ずんだ餅をモチーフにした少女のキャラクターである。本項では、関連コンテンツの総称である「東北ずん子プロジェクト」→「東北ずん子・ずんだもんプロジェクト」（略称:ずんずんプロジェクト、ずんずんPJ）についても述べる。
2011年に東日本大震災（東北地方太平洋沖地震）からの東北復興支援を標榜し登場したもので、キャラクターとしての東北ずん子は、東北地方に本社を登記する企業であれば、手続きをせずに無償でPOP広告や商品パッケージ、WEBサイトなどに商用利用できる。また、非商用であれば東北6県に限らず、手続きをせずに無償で利用が可能である。ただし、公式サイトに掲載されている素材以外の、二次創作された作品については、それぞれの制作者が権利を有しているため、権利者の許可を得る必要がある。
キャラクターデザインは江戸村ににこ、声は佐藤聡美が担当している。

## 企画
東北ずん子を制作したSSS合同会社は、元々はアニメの周辺ビジネスを手掛けるために設立された、東京の企業である。会社設立後、地方キャラクターに注目し、事例をもとに研究を進め、一旦は東北とは別の地方のキャラクターのプロジェクトを進めていたが、2011年3月の東日本大震災をきっかけに、東北の支援につながるものにしようとの考えから、東北ずん子が誕生した。従来のご当地キャラクターのような県単位以下の範囲ではなく、東北6県全体を盛り上げるためのキャラクターとなっている。ずんだ餅をモチーフとしたのには、東北地方一帯で食されていることが関係している。もっとも、ずんだ餅は東北でも青森県と秋田県ではあまりメジャーではないことから、それを補うため、後に、青森県のイタコを元にした姉の「東北イタコ」、秋田県のきりたんぽを元にした妹の「東北きりたん」も作られている。
特徴として、東北三姉妹については東北地方に本社を登記する企業にのみ申請なしで無償でのキャラクターイラストの商用利用を認めるとともに、非商用でキャラクターのイメージを著しく損ねるものでなければクリエイターなどによる申請なしで無償の利用も認めている。非商用での利用を原則自由にすることで、動画投稿サイトや画像投稿サイトなどでの二次創作作品の発表を促し、キャラクターの認知度を高めることで、東北の企業による利用につなげるとともに、東北以外の企業が商品化する場合にSSSに入る著作権収入によって収益化する考えである。なお、東北イタコと東北きりたんについても同じ条件での利用が可能である。東北ずん子の企画に当たってはSSSは、シューティングゲームを中心としたマルチメディアプロジェクトの東方Projectから「世界観のつくられ方と、そこから生まれる2次創作の盛り上がり」を、熊本県のご当地キャラクターくまモンから利用ガイドラインの見やすさを参考にしたという。2022年には四国めたんのNEUTRINO化に伴い規約が改定され、四国地方に本社を登記する企業に対し四国めたんの申請なしで無償でのキャラクターイラストの商用利用が解禁された。2024年には九州そら・中国うさぎ・中部つるぎについても、対応する地方に本社を登記する企業に対し申請なしでの無償でのキャラクターイラストの商用利用が解禁されている。
東北ずん子の制作に合わせ、告知に役立てようと、2011年に開催された経済産業省関東経済産業局の補助事業であるビジネスマッチング見本市CREATIVE MARKET TOKYO 2011に応募している。ちょうどその年のテーマの中に「復興支援につながること」があり、佳作程度ならという見込みで、当時キャラクターイラスト一枚だけの状態ながら応募したが、準優勝相当の審査員特別賞を受賞した。
2011年10月27日に東北ずん子の提供を開始。東北ずん子が発表されると、その名前などから話題となる。東北の企業では食品などで商用利用が広がっている。また、SSS自身の企画で東北ずん子の声の音声合成ソフトの商品化や、3DCGモデルの無償配布といったように、二次創作のための素材の提供を行っている。SSSの企画では、ユーザーの応援によって東北ずん子を育てるという考えから、広く一般から制作資金の出資を募るクラウドファンディングを活用している。
また、東北ずん子のプロジェクトではボイスチェンジャー等の音声技術に使用されるデータの制作など新しい技術の研究や開発を支援したり、キャラクターの姿や声を用いた3Dモデルや音声関連ソフトウェアの提供販売を行ったりするなど、新しい技術を用いたコンテンツの展開を行っている。

## キャラクター
※本節は公式サイト・公式小説を基にしている。

### 東北家
東北ずん子
声 - 佐藤聡美
能力を持つ生徒が通う小中高一貫校ふるさと女学院高等部2年生。東北3姉妹の次女。17歳。誕生日は10月27日。趣味はずんだ餅作り。特技は弓道で弓道部に所属している。高校1年の時に三陸海岸で雷に打たれ、「ずんだアロー」で打った餅をずんだ餅に変える能力を手に入れる。将来の夢は秋葉原にずんだカフェを作ること。本名は東北じゅん子で、ずん子はあだ名であるが、友人や妹にもずん子だと思われていた。ずんだの話を始めると周りが止めないと、話が止まらなくなる。暴走すると裏ZUNDAモードと呼ばれる事も。
東北イタコ
声 - 木戸衣吹
ずん子の姉で東北3姉妹の長女。19歳。誕生日は6月24日。イタコ専門学校を首席で卒業し、イタコとして働く。
NHK（ニヒルで　ハンサムな　キツネ）という名の九尾の妖狐を体内に宿しており、降霊術を行える。NHKへの嫌がらせとして霊が乗り移っているときは語尾に「にゃ」と付けている。ずん子を溺愛しており、全国区のアイドルにすることが夢。ずん子の写真集やグッズを作り、コミックマーケットで売っている。
イタコ業界のし絡みや金策のために、一日警察署長や警備員、日焼けサロンなど様々な商売も行っている。
東北きりたん
声 - 茜屋日海夏
ずん子の妹で東北3姉妹の三女。11歳。誕生日は2月13日。ふるさと女学院小等部5年生。
包丁型のアクセサリーを頭に付けており、背中に巨大なきりたんぽを背負っている。きりたんぽから味噌を撃ち出す「きりたん砲」が特技。ずん子にきりたんぽの穴へずんだ餡を詰められてトラウマになりかけた事がある。
趣味は引き籠ることと同人誌漁り、ゲーム、ずん子好き。ずん子のことは「ずんねえさま」と呼び慕っているが、イタコは「タコねえさま」と略称で呼ぶ。
ずんだもん
声 - 伊藤ゆいな

ずんだの妖精で、いつもずん子と一緒にいる東北家のマスコット。「ずんだアロー」に変身できる。
一人称は「ボク」で語尾に「なのだ」をつけて喋る。わりと不憫な目に合いやすい体質。
小説第49話の会話内で幻のもちモン「ずんだもん」として名前のみ登場。
小説第66話にて神器のぶつかり合いによって生じた生命が、そらからデータを盗んだ上でずんだアローに宿り、ずんだもんとなった。
普段は妖精の姿だが、人間の姿に擬人化が可能。擬人化した姿は中性的な見た目だが、公式設定では女の子であるとされる。

### ふるさと女学院関係者
四国めたん 
声 - 田中小雪
ふるさと女学院高等部2年生で、ずん子のクラスメイト。17歳。誕生日は8月21日。苗字は四国地方に由来し、四国の実家が没落し、貧乏生活を送っている。中二病気味で、「『漆黒の』めたん」を名乗り本名で呼ばれる事を嫌っている。学校では目立たない少女として過ごしていた。
口づけによって生き物にメタンハイドレートの力を与える能力を持つ。また、自身の体温調節を自在に行える。
白ロリファッションを纏い、「『天恵の』ハイド」と名付けたドリルを持ち歩いている。
小説では第7話から登場。初登場時は、ずん子からクラスメイトと気付かれていなかった。
警察官の前で怪しい行動を取ることも。
九州そら 
声 - 西田望見
宇宙開拓用に作られたアンドロイド。誕生日は9月12日。実年齢は0歳（外見年齢は17歳）。
同型機が量産されており、記憶を共有している。総数は公式プロフィールでは約700体(小説では1000体同時に現れたことがあり、Twitterでは2万体いると述べられている)。
小説では、「九州そら・まーくつー」がずん子のクラスに転校してきたほか「まーくないん」、「まーくいれぶん」も登場している。
ずん子を「ご主ずんさま」と呼ぶ。
中国うさぎ
声 - 桃河りか
出雲出身の巫女。誕生日は5月29日。ふるさと女学院高等部2年生で、14歳だが飛び級によりずん子のクラスメイト。巫女装束を纏い兎のぬいぐるみ「いなば」を常に携えている。
金のリンゴに宿った妖力を危険視し、能力の濫用を咎め東北家を訪れるが、その時に東北ずん子達に助けられた為、東北ずん子を許嫁（直後に婚約者へ昇格している。）と呼んでいる。
台詞の中での言い回しでは、特撮やアニメの台詞を使った例えを使っている。
視たものを砂に変える能力を制御できておらず、「いなば」には能力を抑える役割もある。
蕪坂夏希
ふるさと女学院高等部3年生のずん子の弓道部の先輩。ずん子と同じファミレスでバイトしている。
和佐花鈴
ふるさと女学院高等部3年生のずん子の弓道部の先輩。
名家の出身で、没落する以前のめたんとも親交があった。

### 「大都会」
大江戸ちゃんこ
声 - 指出毬亜 → 天野凜
秘密結社「大都会」の総帥。7歳。誕生日は7月10日。力士ロボ「源氏丸」に乗っている。
清めの塩を浴びせた者を洗脳する力を持ち、源氏丸には能力を反射する機能も搭載されている。
子供扱いされる事が大嫌いで、仲間からは総帥と呼ばれている。後にふるさと女学院小等部に編入し、きりたんの後輩となる。
2017年に公開されたUTAU音源とずんだホライズンでは指出毬亜が声を務めたが、2024年の大江戸ちゃんこのVOICEPEAKのソフト発売・NEUTRINO音源のリリースにあたって声優が天野凜に変更された。
中部つるぎ
声 - 濱口綾乃
「大都会」の大将。18歳。誕生日は1月19日。露出の多い鎧のような衣装を纏った女性。
「信長」という銘の妖刀を携え、他にも八本の妖刀を浮遊させ操る能力を持つ。
ずん子を大都会に勧誘した際にアイドルプロデューサーと誤解され、研究した結果アイドルオタクとなった。後にふるさと女学院高等部に編入し、ずん子の先輩となる。
関西しのび
声 - 今村彩夏　→　柴田柚巴
「大都会」の斥候。16歳。誕生日は4月7日。関西出身の忍者。
分身能力を持つが、人数に比例してカロリーを消費する。分身は髪飾りが異なる。
大都会の尖峰として、ずん子のファミレスにアルバイトとして潜入し、和解後もバイトは続けている。後にふるさと女学院高等部に編入し、ずん子の後輩となる。
2017年に公開されたUTAU音源とずんだホライズンでは今村彩夏が声を務めたが、今村の引退に伴い2025年6月21日に声優が柴田柚巴に変更された。

### その他
北海道めろん
声 - 清水彩香
夕張メロンの様なフルフェイスヘルメットと、夕張メロンの意匠を取り入れたライダー風の服を着た女性。19歳の大学2年生。誕生日は3月21日。
暗黒大将軍を追い東北に訪れ、その後は「大都会」に加入した。少女の太ももに過剰反応するために、色々トラブルが起こる事も。小説新編魔法少女編では、教師として赴任してくるが、赴任して間もなく、教頭先生から呼び出しを食らった。
沖縄あわも
声 - 古賀葵
かりゆしを纏った日焼けした褐色肌の少女。13歳。誕生日は11月1日。
暗黒大将軍に追われ東北に訪れ、暗黒大将軍のスパイではないかと疑われていた。後にふるさと女学院中等部に転入していたことが判明する。
超ポジティブ思考の持ち主。砂糖水を飲むと酔っ払う体質で酔拳の使い手。
暗黒大将軍
声 - 豊口めぐみ
餡子のような黒い塊。誕生日は12月1日。
世のスイーツのシェアをあんこで独占することを目論見、炎上商法を駆使して、シェアの乗っ取りを行っている。
神器のぶつかり合いによって生じたエネルギーを吸収し、烏天狗風の衣装の女性の姿を取り戻した。窮地に陥り、ずん子の体を乗っ取り打開しようとするも、ずん子の説得により心の中で眠りについた。

### ナレーター
なれーたーずん子
twitter小説をナレーターの様に呟いているアカウントである。

## コンテンツ
本節では、東北ずん子関連の主なコンテンツについて扱う。

### 東北ずん子ウィジェット
東北ずん子発表と同じ2011年10月27日に、Android端末向けウィジェット の配信を開始している。起動画面に常駐し、最新のずんだ餅や東北に関する情報の表示機能に加え、ゲーム要素も盛り込まれている。2015年頃にこのウィジェットの配信が終了している。

### 小説
Twitter上で2012年6月よりさとうとしおによる東北ずん子のオリジナル小説が連載を開始。
途中からTwitter連載を停止しアイノベに以降、2017年6月にアイノベでの連載も停止し、公式同人小説としてリブートを開始した。
2013年10月にはTwitter、アイノベのリメイクに書下ろしを加え書籍化された。その後、さとうとしおによる公式小説が他に3巻、ささかまほこによる公式小説が2巻発刊されている。
- 『東北ずん子 『むちむち』じゃありません！ 『もちもち』です!』（2013年10月29日、PHP研究所） ISBN 9784569813455
- 東北ずん子小説 第1巻 ずん姉さまのことが好きだから[40]
- 東北ずん子小説 第2巻 メイドずんちゃんで一攫千金ですわ[41]
- 東北ずん子小説 第3巻 おぼこすぎですイタコ姉さま
- ずんパラ 第1巻　東北ずん子公式小説[39]
- ずんパラ2巻　東北ずん子公式小説

### スマホ向けアプリ

#### 東北ずん子 iPhone向けゲーム
2012年11月14日に配信を開始したiPhone向けゲームアプリは、クラウドファンディングを活用した企画の第一弾である。制作に先立ち、2011年にmicrobankでグッズを引き換えに30万円の支援を集め制作された。開発はジェトリックス株式会社。2023年現在は配信を終了している。
東北ずん子が日本全国を歩き、襲ってくる各地方の名産品をずんだアローで打ち抜いてずんだ餅に変え、ずんだ餅で体力を回復させながらゴールを目指す。本ソフトでは「東北イタコ」、「東北きりたん」も登場し、都道府県の豆知識を教えてくれる。

#### 東北ずん子VR
2017年9月にAndroid 、iOS向けにリリース。東北ずん子VRは東北ずん子の語りかけに応じる形で物語が展開する、バーチャル添い寝ができるVRアプリ。GREEN FUNDING by T-SITEでクラウドファンディングが行われ、ゴール達成に伴い、制作された。

#### その他
その他、下記アプリが東北ずん子プロジェクト公式の公認のもとで、配信されている。
- 東北ずん子のお天気アプリ （iOS）
- 東北ずん子の野望・宮城版 （Android、配信終了）
- ずん子フォト（iOS）

### VOICEROID+ 東北ずん子
「VOICEROID+ 東北ずん子」は、2012年9月28日にAHSから発売された、個人向けの音声合成ソフト。エーアイが開発したコーパスベース音声合成方式の音声合成技術「AITalk」を使用し、AHSが販売している「VOICEROID」シリーズの一つで、テキストを入力することで、担当声優・佐藤聡美の声をもとにした東北ずん子の話し言葉を作成することができる。東北の市町村名、セリフ等の音声ファイル「exVOICE」も同梱している。なお、「VOICEROID+ 東北ずん子」で作成した音声の利用は、非商用に限定されている。AHSが販売している他の「VOICEROID」シリーズ製品と異なり、楽曲の一部に使用される場合の営利利用許可を得る楽曲用ライセンスの販売も行われていない。
iPhone向けゲームにつづき、本ソフトもクラウドファンディングを活用している。販売数に応じて金銭のリターンが得られる投資型で、みんなのファンドにおいて2012年1月から行われた「東北ずん子ファンド」に、1口2万円、目標金額450万円で、500万円の出資を集めた。ただし、投資型は仕組みが複雑で手間がかかる問題も浮き彫りとなった。

### 各MMDモデル
2013年2月21日より、3DCGソフト、MikuMikuDance(MMD)で利用できる3Dデータが無償で公開されている。キャラクターイラストと同じく、手続きなしに無償で非商用利用と東北に本社に置く企業による商用利用が可能となっている。クラウドファンディングを利用しており、支援特典を引き換えに、CAMPFIREで目標金額25万円で、57万円の出資を集め制作された。また、東北きりたん、東北イタコのUTAU制作と同時にきりたん、イタコのMMDモデルの制作が行われた。きりたん、イタコのMMDモデル化の企画はクラウドファンディングにより出資を集めて行われたものである。その他、ずんずんPJキャラクターのキャラクターではずんだもん（人型/マスコット型）、四国めたん、九州そら、中国うさぎが3Dモデル化されている(2024年6月現在)。

### VOCALOID3 東北ずん子
「VOCALOID3 東北ずん子」は、2014年6月5日にVOICEROIDと同じAHSから発売されたボーカル音源。ヤマハが開発した歌声合成技術「VOCALOID」を使用し、AHSが制作したもので、メロディと歌詞を入力することで担当声優・佐藤聡美の声をもとにした東北ずん子の歌声を作成することができる。歌声は、「ほんわかしたかわいらしい声」が特徴で、「アイドル風の楽曲からバラードまで、やさしくふわっと歌い上げます」とされる。得意なテンポは70〜140、得意な音域はF2〜G#4。VOICEROID、MMDモデルに加え、本製品が発売されたことで、東北ずん子は「喋れて、踊れて、歌える」キャラクターとなった。
クラウドファンディングを利用しており、支援額に応じたイラストの先行公開やのぼり旗といった特典を引き換えに、Anipipoで目標金額500万円で出資を集め制作された。

### UTAU 各音源
クラウドファンディングにより出資を集め、東北イタコ、東北きりたんの、フリーの音声合成ソフトUTAUに対応した音源とMMDモデルの制作が企画され、2014年に声優のお礼メッセージを引き換えとして目標金額200万円で出資を集めた。2017年にはずんだホライずん制作にあたり、中国うさぎ、四国めたん、九州そら、大江戸ちゃんこ、中部つるぎ、関西しのび、沖縄あわも、北海道めろん、ずんだもんのUTAU音源が制作された。

### 漫画
ずんちゃんといっしょ！
2016年2月9日から開始した準公式の四コマ漫画。作者は卯匡。SSSと四コマ漫画連載サイト「4KOMAPARTY」・クラウドワークスの三者合同で行われたコンクールでの採用作で、当初は4KOMAPARTYで連載していたが、4KOMAPARTYが同年9月をもって閉鎖されたため、Twitter「ずんJOY工房」で毎週日曜日に更新。ニコニコ静画で2018年6月から過去のまとめも掲載されている。
東北ずん子×4KOMAPARTY
作者は菊池弥。しかしこちらもサイト閉鎖によりわずか3話で連載中止になってしまった。
ずんだもんTV！
作者は卯匡。まんがタイムきららキャラットにて2023年10月号より連載開始。また、ニコニコ漫画においても同年12月から掲載を開始。

### VOICEROID+ex 東北きりたん
2016年10月27日には、東北きりたんのVOICEROIDが発売。クラウドファンディングサイト「GREEN FUNDING」で目標金額450万円に対し、約700万円の出資を集め制作された。

### VOICEROID2 東北イタコ
2018年11月8日には、東北イタコのVOICEROIDが発売。VOICEROIDとしては、初めて感情パラメータを実装した製品となっている。クラウドファンディングサイト「GREEN FUNDING」で目標金額450万円に対し、約2380万円の出資を集め制作された。

### Voidol東北ずん子・東北きりたん
2019年11月にVoidol東北ずん子・東北きりたんがそれぞれ発売。VoidolはAIによりリアルタイムで声質変換を行うアプリケーション「Voidol」のボイスモデル。Voidol、Voidol2に対応。

### NEUTRINO 各音源
2020年2月22日には歌唱用ソフトウェア「AI東北きりたん」が発表された。エンジンには楽譜データ（MusicXML形式）から発声タイミング・音の高さ・声質・声のかすれ具合などをニューラルネットワークで推定し、実際の歌唱データからなる歌声ライブラリで合成する新技術「NEUTRINO（ニュートリノ）」が用いられている。同年9月18日には、同じNEUTRINOを使用した新音源「AI東北イタコ」、2021年7月5日には「AI東北ずん子」、2022年8月1日には「AIずんだもん」、2022年11月2日には「AI四国めたん」、2024年7月6日には「AI大江戸ちゃんこ」がリリースされた。

### CeVIO AI / VoiSona 各音源
2021年2月12日には「CeVIO AI 東北きりたん」が発売。音源はNEUTRINO版と同じものが使用される。AHSは有料の製品として発売することについて「すでにNEUTRINO用音源として使われているため、逆にAIによる音声合成に慣れた人に使ってもらえるのでは」としている。2022年1月27日には、「CeVIO AI 東北ずん子」「CeVIO AI 東北イタコ」、2024年6月20日には「CeVIO AI ずんだもん」「CeVIO AI 四国めたん」も発売され、同日にはこれら5音源すべてと同等の音声合成品質が利用できるVoiSona版も発売された。

### VOICEVOX 各音源
2021年6月下旬に、研究者向けに「ITAコーパス」およびそれに対応したマルチモーダルデータベースが公開。東北イタコ、ずんだもん、四国めたんのデータも併せて公開された。また、これに合わせてずんだもんの擬人化画像も公開。
2021年8月1日にこれを利用したソフトとして、ヒホ(ヒロシバ)が新たに開発した無料の音声合成ソフト「VOICEVOX」が公開。最初のライブラリとして、ずんだもんと四国めたんのテキスト読み上げが可能となっている。Open JTalkの日本語処理部分を併用し、OSSとして他者の開発参加も可能。2022年3月16日には、新たに九州そらのライブラリが追加され、2023年5月29日には中国うさぎ、2024年12月26日には中部つるぎ、2025年7月8日には東北三姉妹のライブラリが追加された。
VOICEVOXずんだもんは、ゲーム「ブレイブソード×ブレイズソウル」の「ダミーあああああ文字数本当にここまで」の声に採用されている。

### Seiren Voice 各音源
2022年11月29日にはドワンゴの機械学習技術の開発・研究部門「Dwango Media Village」が開発した声質変換技術「Seiren Voice」を利用したAIボイスチェンジャー「Seiren Voice 東北イタコ」「Seiren Voice ずんだもん」が発売された。2023年7月20日に「Seiren Voice 東北きりたん」「Seiren Voice 東北ずん子」が発売され、東北イタコとずんだもんの音声ライブラリも変換速度を高速化したv2のものが発売・アップデートされた。

### VOICEPEAK 各音源
2023年1月13日にはDreamtonics株式会社が開発するAI音声合成エンジン「Syllaflow」を使用したテキスト読み上げ用ソフト「VOICEPEAK」のキャラクターシリーズ第1弾として「VOICEPEAK 東北ずん子」が発売された。おまけとして「ずんだもん」「フリモメン」の音声も収録されている。その後、クラウドファンディングにより「VOICEPEAK 東北きりたん」「VOICEPEAK 東北イタコ」の制作も決定し、2023年6月2日に「VOICEPEAK 東北きりたん」、同年10月5日に「VOICEPEAK 東北イタコ」が発売された。2024年8月23日には「VOICEPEAK 大江戸ちゃんこ」も発売された。

### Paravoの話者ライブラリ
2023年12月25日にα版がリリース。Paravoは福島県のベンチャー企業Parakeet株式会社が提供するリアルタイムボイスチェンジャー。比較的低容量かつCPUのみで動作し、変換の遅延時間は0.1秒程度と短いことが特徴である。ずんずんPJからは有料版話者キャラクターとして東北ずん子、東北イタコ、東北きりたん、四国めたん、九州そら、中国うさぎが、無料版話者キャラクターとしてずんだもんが使用可能である。

## アニメーション作品

### ずんだホライずん
2016年6月にワオ・コーポレーション＋スタジオ・ライブ＋SSS合同会社の3社合同で若手アニメーター育成プロジェクト「あにめたまご2017」に応募し、受託制作団体に決定した。『ずんだホライずん』のタイトルでアニメ化された。委託元の要請に応じ、他のアニメと同じくフルアニメーションで制作された。また、歌唱曲を5曲導入し、一部はミュージカル風演出を取り入れている。2015年には東北ずん子のアニメ化を見越しており、イラストや漫画に加えて「アニメ化のための設定資料」を収録した画集企画のため、2015年3月から4月にかけアメリカのKickstarterを利用したクラウドファンディングにより目標金額3万ドルで出資が集められた。画集企画の際には、アニメーターの神志那弘志によるテストアニメも公開されている。こうして作成された画集には、イラストレーターの高田明美らが参加している。
2017年3月11日に、池袋HUMAXシネマズにて他の3作品とともに完成披露上映会を開催後、テアトル新宿にて4月22日から4月28日までレイトショー上映され、JALにて機内上映された。
なお、当アニメに向けてキャスティングした関連キャラクターのキャストも公開され、アニメ用に収録したUTAU向け音源も順次デモソングとともに公開された。
同年5月9日にはYouTubeおよびniconicoで1か月間の無料公開と、スタジオ・ライブのチャンネル放送で制作話が行われた。
また、当アニメ関連においてもクラウドファンディングを実施。一定率を達成すると次回作について検討される。
2019年、DeNAはずんだホライずんの一部に中割りを自動生成する技術を適用した動画をイベントで公開した。
2022年12月31日、ずんだホライずんはTOKYO MXで放送された。これに合わせて、YouTubeおよびniconicoで2023年2月15日までの無料公開が行われた。この無料公開では、2022年度の活動成果発表会が同時に公開されている。

#### アニメオリジナルキャラクター
餅神様
声 - 折笠富美子

#### スタッフ
- 監督 - 竹内浩志
- プロデューサー - 青木清光、奥津咲子
- キャラクター原案 - 江戸村ににこ
- 脚本 - 横手美智子
- 作画監督・キャラクターデザイン - 鈴木理彩
- 育成責任担当 - 神志那弘志
- 動画チェック - 服部照美
- 色彩設計 - 木村早苗
- 美術監督 - 中原英統、吉川洋史、谷地清孝
- 撮影監督 - 稲葉進之介
- 編集 - 丹彩子
- 音楽 - 多田彰文
- 音楽制作 - イマジン
- 音響監督 - 納谷僚介
- 音響制作 - スタジオマウス
- 制作担当 - 曽布川雅也

#### 放送局
| 放送日         | 放送時間     | 放送局       | 放送地域   | 備考 |
| -------------- | ------------ | ------------ | ---------- | ---- |
| 2017年4月16日  | 3:58 - 4:25  | 毎日放送     | 近畿広域圏 |      |
| 2017年5月2日   | 23:30 - 0:00 | アニマックス | 日本全域   |      |
| 2022年12月31日 | 0:00 - 0:30  | TOKYO MX     | 東京都     |      |

### ずんだもちもちパラダイス
クラウドファンディング「東北ずん子の3Dアニメを作りたい！Exゴール1100万円で3Dを誰でも使えるように！パワポに対応したい！」で一定額以上の支援をした支援者に送付された3Dアニメーション作品。
セルルック加工を施し、2Dアニメ調の作品に仕上げられている。
このクラウドファンディングは2018年11月21日に終了しており、Exゴールまで達成されている。

## テレビ番組

### 東北ずん子のミュージックパラダイス
2021年10月から12月にかけて、東北放送で放送された5分枠の音楽番組。
2021年初頭に実施されたクラウドファンディング「東北ずん子はAIで歌いたい！　テレビでも3姉妹で歌いたい！」の追加ゴールとして、東北ずん子プロジェクトに登場するキャラクターを音源としてニコニコ動画に投稿された音楽動画をテレビ放映するというものが設定された。
この追加ゴールは達成されなかったが、同年7月にテレビ放送されることが発表された。
楽曲コンテストはニコニコ動画に投稿された東北ずん子プロジェクトに登場するキャラクターの音源を使った90秒のMVを対象とし、同年7月5日から9月25日にかけて行われた。放送は13回にわたって行われ、内容は東北ずん子、東北イタコ、東北きりたんが4回ごとにMCを務めて（最終回はずんだもんも含めた4人全員がMC）各回につき2本のMVが放送されるというものであった。また、ニコニコ生放送でも同時配信され、放送終了後にはニコニコ動画に投稿された。
また、番組の枠内で、AHSは自社初となる音声合成製品のテレビCMを放映している。

#### 放送局
| 放送日                 | 放送時間                     | 放送局   | 放送地域 | 備考 |
| ---------------------- | ---------------------------- | -------- | -------- | ---- |
| 2021年10月8日-12月31日 | 金曜 1:55 - 2:00（木曜深夜） | 東北放送 | 宮城県   |      |

### ずんだホライずん＆ずんパラ
2023年初頭に実施されたクラウドファンディング「東北きりたん、東北イタコの新しい音声合成ソフトvoicepeak化を実現したい！」の追加ゴール達成に伴い東北ずん子プロジェクトに登場するキャラクターを音源としてニコニコ動画に投稿された動画（歌声合成ソフトを用いたMV、音声読み上げソフトを用いた動画）とニコニコ静画に投稿されたイラストをテレビ放映するというものが設定された。
2023年8月中旬に「ずんパラ投稿祭」として「東北の名産をお正月に食べたくなるような作品」をテーマにしたコンテストを実施。2023年12月27日深夜に放送された地上波1時間番組「ずんだホライずん＆ずんパラ」にて、ミュージカルパートの歌唱部分を2023年時の歌声合成ソフトに刷新したずんだホライずんを前半部分として、ずんパラ投稿祭の企画における受賞作品のうち24作品が後半部分として放映された。このうち、投稿受賞作品のいわゆる劇場形式のものは担当声優によるアフレコ版として再編集されている。
ニコニコ生放送でも同日23:05-24:05に放映された。これに関連して、ニコニコチャンネルプラスでの番組「ずんパラじお ずんホラ・ずんパラ前夜祭（ずんやさい）」と、翌日12月28日にずんパラの振り返り放送も実施された。

#### 放送局
| 放送日               | 放送時間                | 放送局       | 放送地域 | 備考 |
| -------------------- | ----------------------- | ------------ | -------- | ---- |
| 2023年12月27日（水） | 23:00 - 24:00           | TOKYO MX     | 東京都   |      |
| 2023年12月28日（木） | 1:50 - 2:50（水曜深夜） | 秋田朝日放送 | 秋田県   |      |

## 参加団体
同様の地域おこしを目的として活動する萌えキャラクターである北乃カムイやいまいち萌えない娘などとはTwitterを通じた交流があり、2014年11月24日に東京・渋谷で開催される同種のキャラクター同士の交流を目的としたイベント・第1回『＜自称＞萌えキャラ学会』に参加した。。